# 김수중
김수중(1961년 10월 20일 ~ )는 대한민국의 성우이다. 1985년 CBS 공채 14기 성우로 입사하여 활동하다가, 1990년 KBS에 재입사했으며, 현재는 KBS 22기로 재입사했다. 한국방송 성우극회 소속.

## 주요 출연작품

### 애니메이션
- 수호요정 미셸(KBS) - 간츠
- 신밧드의 모험(KBS)
- 바다의 전설 장보고(KBS) - 리밍
- 스파이더맨(KBS)
- 꾸러기 로보컴(KBS)
- 출동! 메가트레인(KBS) - 실버 익스프레스
- 마법소녀 리나(SBS) - 지라스
- 미래전사 그레이트 건더(SBS) - 그레이트 건더
- 비스트워 네오(SBS) - 스테고라트
- 우주의 기사 테카맨(SBS) - 천둥검
- 빅토리 구슬동자(SBS) - 다크 참모(처음)
- 슬램덩크(SBS) - 조경민 / 철이
- 루팡 3세(투니버스) - 검객
- 기동무투전 G건담(투니버스) - 치보데
- 전설의 마법 쿠루쿠루(투니버스) - 게일 / 어둠의 라지니
- 디어 보이즈(애니원)
- 로도스도 전기 영웅기사전(투니버스) - 아슈람 / 그리버스
  - 로도스도 전기 OVA(투니버스) - 아슈람
- 환상게임(투니버스) - 유심 / 유귀 아빠
- 캡틴 테일러(투니버스) - 돔 / 카트리
- 유적탐험대 팜 & 일(투니버스) - 미겔
- 더티페어 FLASH(투니버스) - 토마
- 첼로켜는 고슈(투니버스) - 뻐꾸기
- 바람의 전사(투니버스)
- 웨딩피치DX(투니버스) - 테리 / 리모네
- 명탐정 코난(투니버스) - 서원상
- 오! 패밀리(투니버스)
- 카우보이 비밥(투니버스) - 비셔스

### 애니메이션 영화
- 매직스워드(SBS) - 라이오넬

### 영화
- 샤인(KBS) - 샘(크리스 헤이우드)
- 클라라의 결혼식(KBS)
- 헤라클레스(KBS)
- 투명인간의 사랑(SBS)
- 폴리스 스토리 4(SBS) - 수사관(존 이브스)
- 터미네이터2(SBS)
- 차이나 스트라이크 포스(KBS) - 로우(마크 다카스코스)
- 미션 임파서블(SBS)
- 아메리칸 스윗하트(KBS) - 션(숀 드리스콜)
- 죽기 아니면 까무러치기(SBS)
- 로코(KBS) - 서장
- 바로워스(KBS)
- 신과 함께 가라(KBS)
- 캐치 미 이프 유 캔(SBS) - 수표 전문가(맬러카이 스론) / 프랑스 간수(리치 예트) / 이혼 변호사 / 비행 기장 / TV 방송
- 위대한 유산(KBS) - 월터(행크 아자리아)
- 굿바이 레닌(KBS) - 라이너(알렉산더 베이어)
- 엠파이어 레코드(KBS) - 미첼(번 보드)
- 일곱가지 유혹(KBS)
- 머니트레인(KBS)
- 웨딩플래너(SBS)
- 유브 갓 메일(SBS) - 조지(스티븐 잔)
- 슬리핑 딕셔너리(SBS) - 네빌(노아 테일러)
- 첩혈속집(SBS)
- 성월동화(KBS)
- 로봇인간 칩(KBS) - 모어(마크 아노트)
- 마틴 쉰의 유죄추정(SBS)
- 왝 더 독(KBS) - 존 레비(존 마이클 히긴스)
- 식스 센스(KBS) - 카아라 아빠(그렉 우드) / 라디오 방송 목소리
- 6번째 날(KBS) - 컴퓨터
- 신과 함께 가라(KBS)
- 식스티 세컨즈(KBS) - 제임스(아리 그로스)
- 메리 라일리(KBS) - 브래드 쇼(마이클 신)
- 쉰들러 리스트(KBS) - 폴덱(조나단 사갈) / 나치 군인(노버트 와이저)
- 다이하드 2(SBS) - 스튜어트의 부하(존 코스텔로)
- 취권 2(SBS) - 헨리(박호성)
- 해커스(KBS)
- 7월의 축제(KBS) - 집행인
- 못말리는 서스펙트(KBS) - 마티
- 첩혈속집(KBS)
- 밀레니엄 캅(KBS) - 세마 형
- 에일리언 2(KBS) - 고먼(윌리엄 호프)
- 양가휘의 굿바이 차이나(KBS) - 검사
- 트루 크라임(SBS)
- 에어 아메리카(SBS)
- 폭풍의 질주(KBS) - 경기 중계 해설(다니엘 D. 그린우드)
- 하몬드 가의 비밀(KBS)
- 태극권(KBS) - 유공공(손건괴)
- 클루트(KBS) - 부사장
- 법외정(KBS) - 왕명광
- 라스베이거스 대부(KBS)
- 슈퍼맨 2 (KBS)
- 원초적 무기(SBS)
- 줄리아(KBS)
- 최후의 전사(KBS)
- 인사이더(KBS) - 스트럭스(콜름 피오) / 샤론의 아들(브레킨 마이어)
- 클리프행어(SBS) - 에릭의 동료(데니스 프로스트) / FBI 요원(데렉 혹스비)
- 아웃랜드(KBS) - 밸러드(클라크 피터스)
- 랜드 앤 프리덤(KBS)
- 백 투 더 퓨처 2(KBS) - TV 목소리 (릴 로스)
- 야연(SBS) - 대신(류연빈)
- 머니 핏(KBS) - 지미(조이 발린)
- 첩혈쌍웅(KBS) - 진 반장
- 나 홀로 집에3(SBS) - 언거(데이비드 손턴)
- 도망자 2(SBS)
- 프리즌(영어판)(KBS) - 라자냔(이반 케인)
- 에일리언3(KBS)
- 라스트맨 스탠딩(KBS)
- 이연걸의 보디가드(KBS) - 회장(오위국)
- 공작왕 (KBS) - 쿠비라(유가휘)
- 의천도룡기(KBS) - 성곤
- 슈퍼맨 4: 최강의 적(KBS) - 폴(니콜라스 콜리코스)
- 스트라이킹 디스턴스(KBS) - 사코(티모시 버스필드) / 캐서(로버트 굴드)
- 황야의 결투(KBS) - 제임스(돈 가드너) / 여관 직원(아서 월쉬)
- 로보캅 3(KBS) - 폴의 부관(저드슨 본)

### 게임
- 툼 레이더 : 엔젤 오브 다크니스 - 커티스
- 미소녀 닌자모험기 2 - 하늘을 가르는 검 - 세리우스
- 용기전승 3 - 시온
- 결전 2 - 서황 / 타사대왕
- 레드 얼럿 2
- 임진록 2+ 조선의 반격 - 해설 / 유성룡 / 이시다 미츠나리 / 우기다 히데이 / 조선 궁수 / 일본 조총병
- 이리너
- 메크커맨더 2
- 에이지 오브 미솔로지 - 키론
- 에이지 오브 코난 온라인

### 인터넷
- 레인보우 살인사건 (옛날방송국) - 의사

### 배우로 출연
- 독도 수비대 (MBC)